# Левичівка
Левичівка — селище в Україні, у Любецькій селищній громаді Чернігівського району (до 2020 року в Ріпкинському районі) Чернігівської області. Населення становить 1 особа. До 2020 орган місцевого самоврядування — Неданчицька сільська рада.

## Історія
12 червня 2020 року, відповідно до розпорядження Кабінету Міністрів України № 730-р «Про визначення адміністративних центрів та затвердження територій територіальних громад Чернігівської області», увійшло до складу Любецької селищної громади.
19 липня 2020 року, в результаті адміністративно - територіальної реформи та ліквідації Ріпкинського району, селище увійшло до складу Чернігівського району Чернігівської області.

## Демографія
За переписом 2001 року в селі проживало 5 осіб. Станом на 2021 рік село покинуте, в селі проживає лише одна мешканка.

## Галерея

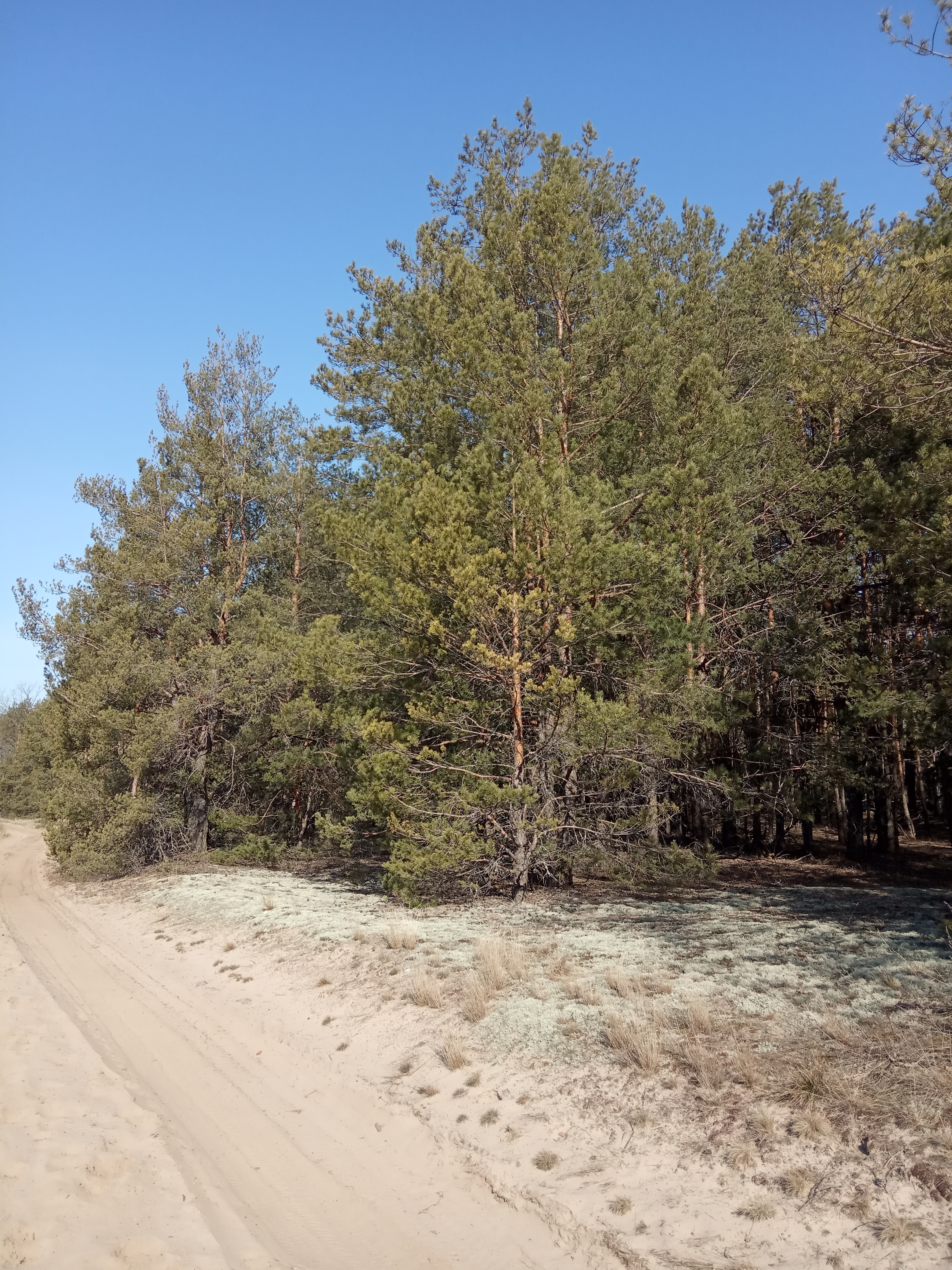
Село оточене лісом
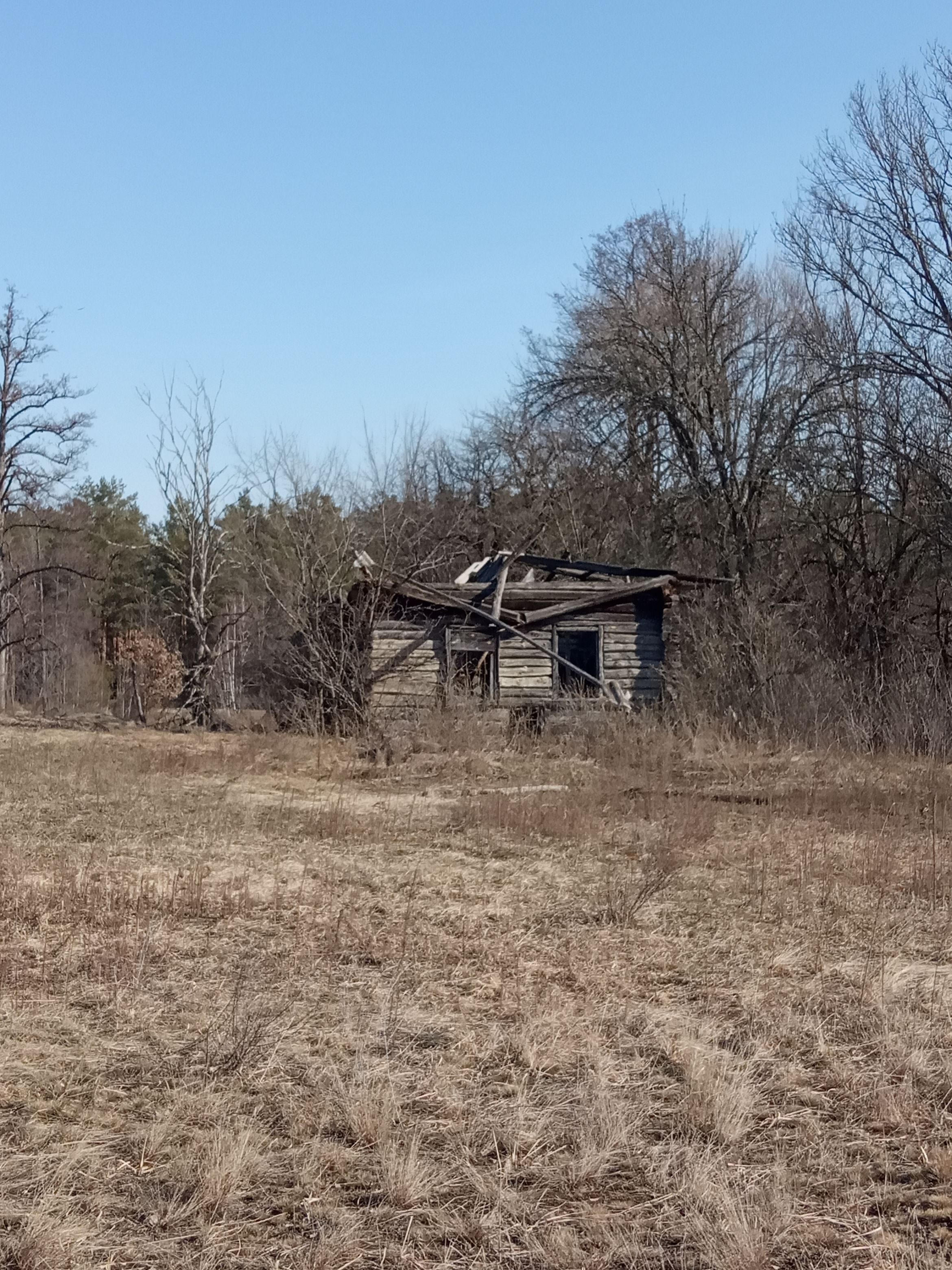
Покинута хата
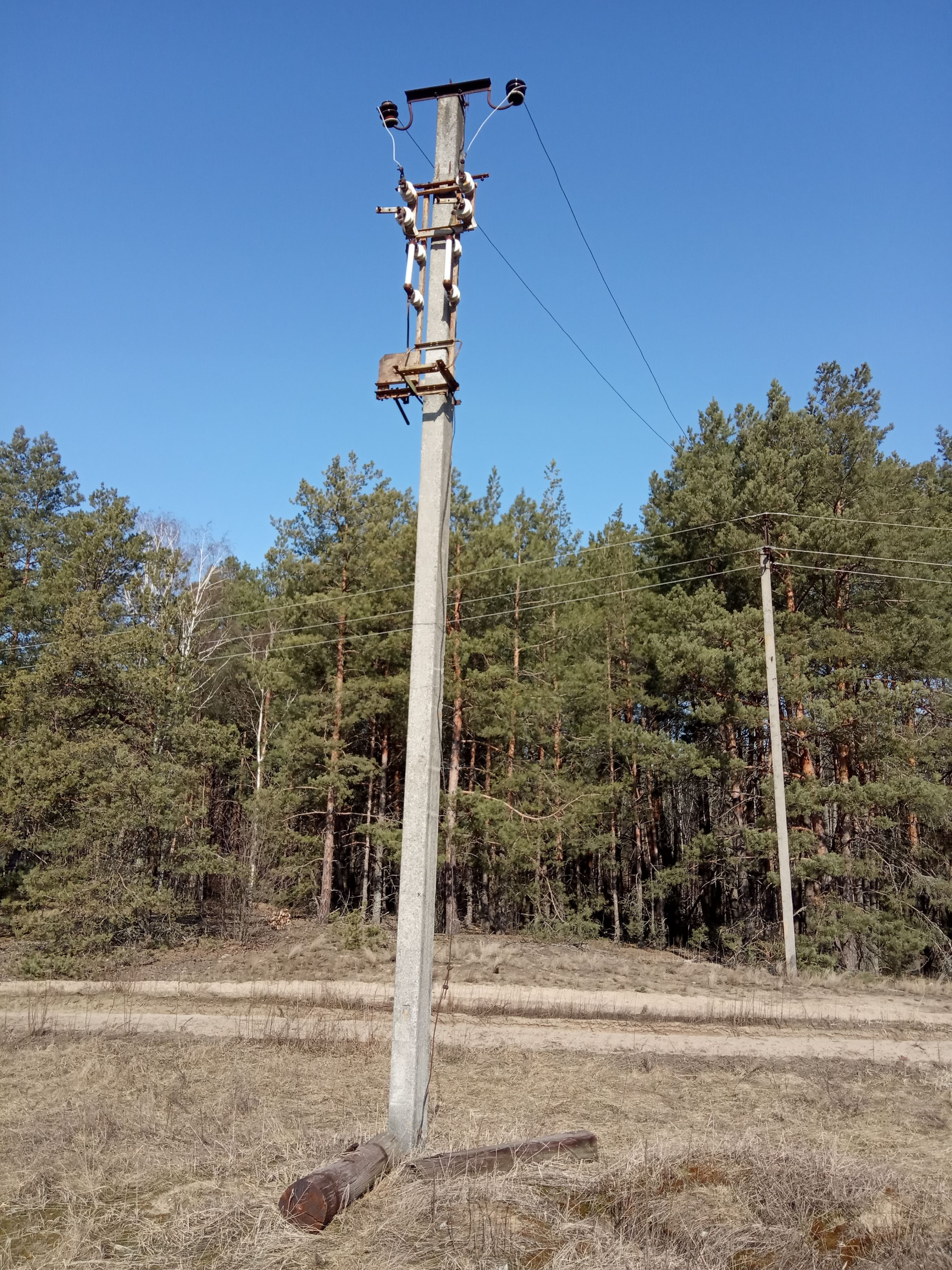
Обрізаний стовб
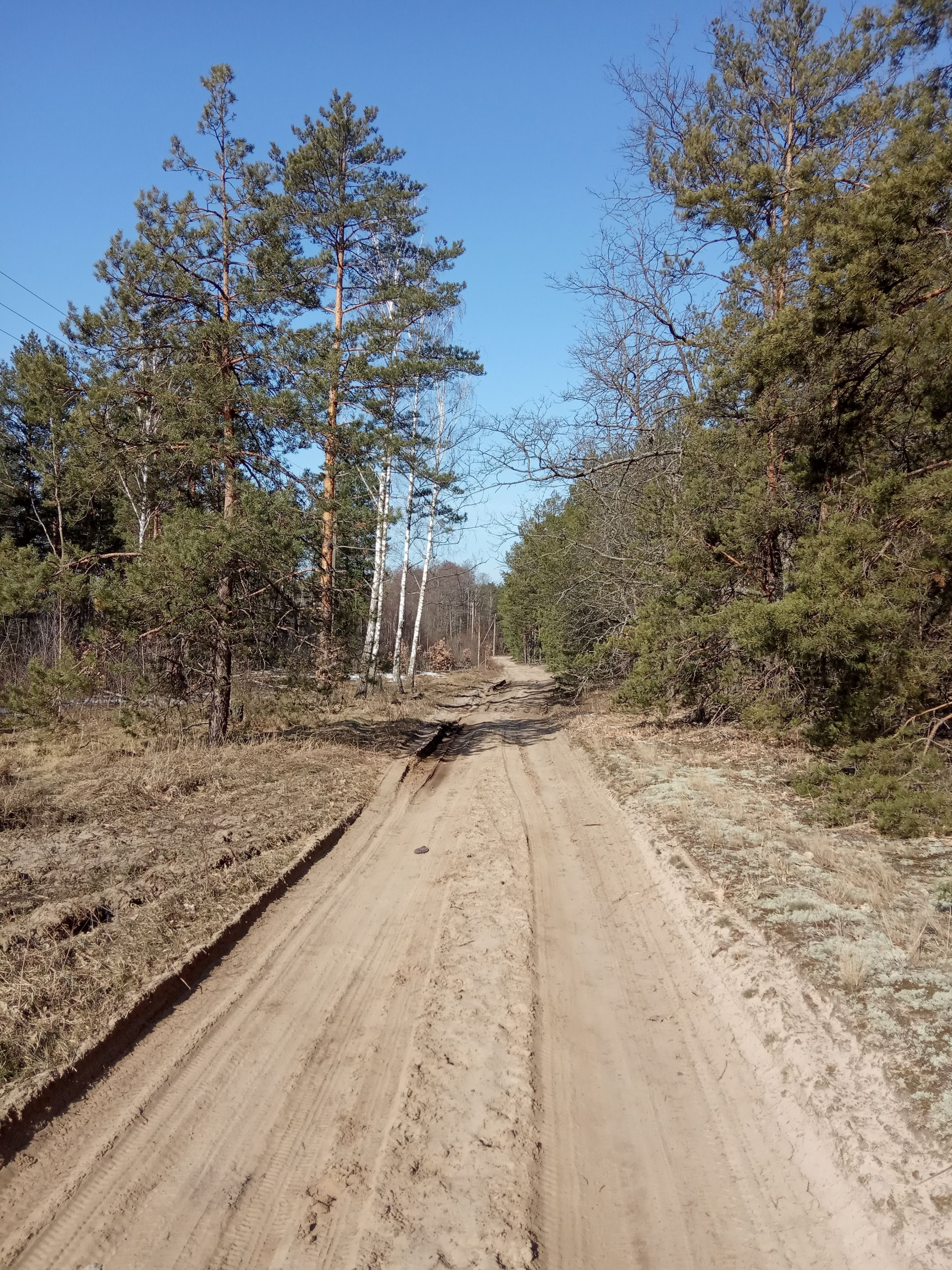
Піщана дорога із Нової Рудні
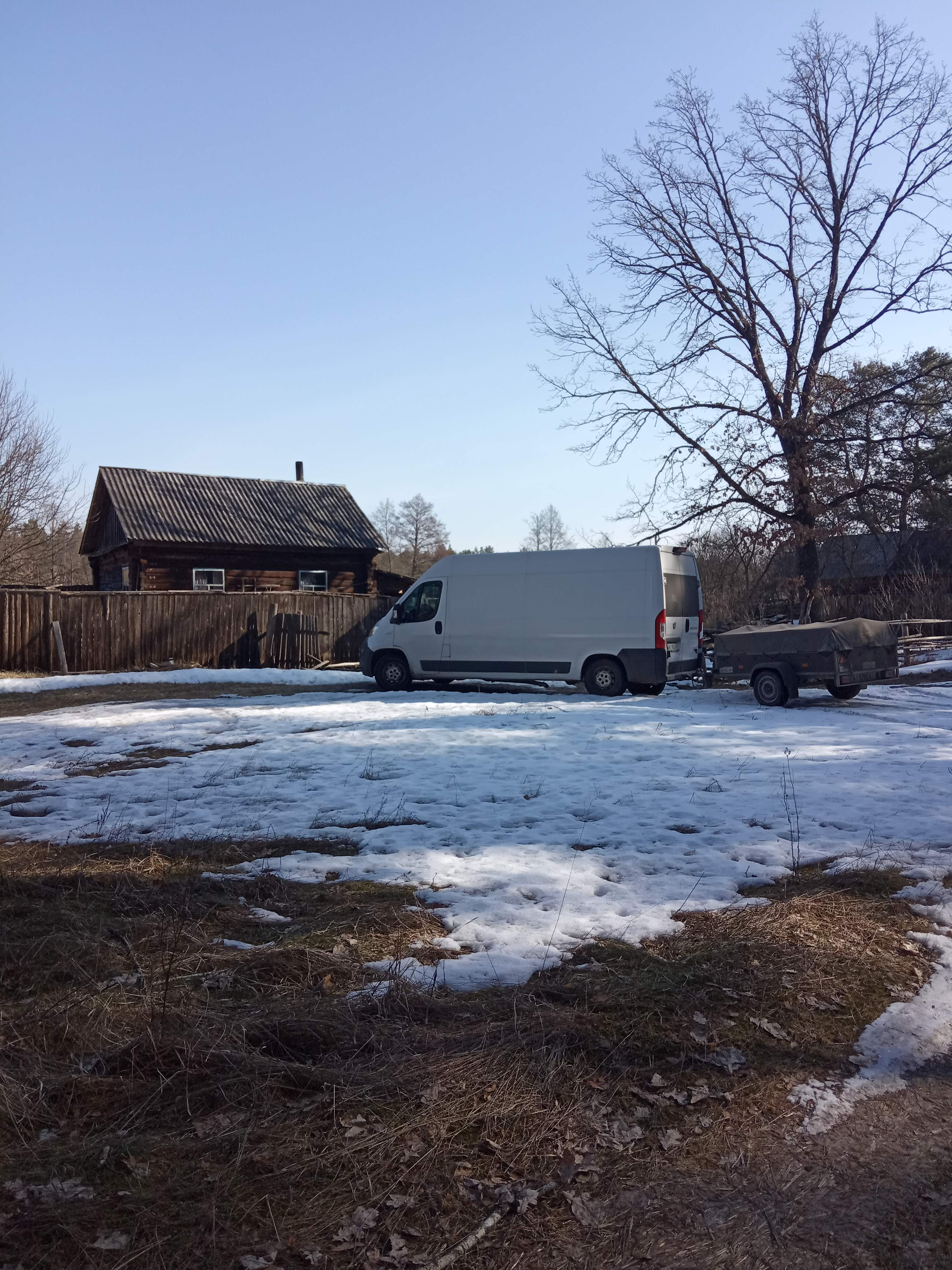
Єдина жила хата, 26 березня 2021